# Selaginaceae
Famille
Classification APG (1998)
Classification APG II (2003)
Classification APG III (2009)
Les Selaginaceae sont une famille de plantes dicotylédones de l'ordre des Lamiales. 

## Étymologie
Le nom vient du genre Selago, L., 1754, nom qui, selon Théis, « n'a de commun que le nom, avec le Selago des anciens, et on ne voit pas quelle raison a déterminé Linné à le lui appliquer », en effet le nom a servi de suffixe spécifique à un Lycopodium, le Lycopodium selago, reclassé dans le genre Huperzia selago (Lycopodiaceae). 

## Classification
Une famille sous ce nom est rarement reconnue par les systèmes de taxonomie végétale, mais elle fut reconnue par la classification de Candolle, dans laquelle elle faisait partie des corolliflores, et par la classification de Bentham et Hooker, où elle faisait partie des Gamopétales.
Actuellement ces plantes sont classées dans la famille des Scrophulariacées.